# Belén de Umbría (kommun)
Belén de Umbría är en kommun i Colombia.   Den ligger i departementet Risaralda, i den centrala delen av landet, 210 km väster om huvudstaden Bogotá. Antalet invånare är 27 717.